# José Pacheco Pereira
José Pacheco Pereira (n. 6 ianuarie 1949, Porto, Portugalia) este un om politic portughez, membru al Parlamentului European în perioada 1999-2004 din partea Portugaliei.
1. ↑   https://www.temasedebates.pt/autor/jose-pacheco-pereira/2258 Lipsește sau este vid: |title= (ajutor)
2. ↑  Deputații în Parlamentul European